# Sombor
Sombor (în sârbă Сомбор, în maghiară Zombor) este un oraș în Voivodina, în nordvestul Serbiei, aproape de frontiera cu Ungaria și Croația. În anul 2005 avea aproximativ 60.000 de locuitori.